# Ernest Henley
Ernest Henley, född 31 mars 1889 i Brighton, död 14 mars 1962 i Brighton, var en brittisk friidrottare.
Henley blev olympisk bronsmedaljör på 4 x 400 meter vid sommarspelen 1912 i Stockholm.